# Gerhard I av Holstein
Greve Gerhard I av Holstein, född 1230/1232, död 21 december 1290, begravd i Mariaklostret i Hamburg, greve av Holstein 1239-1290, greve i Holstein-Itzehoe 1261-1290, regent i Kiel och Segeberg från 1263. Son till greve Adolf IV av Holstein (död 1261) och Hedvig till Lippe (död 1246/1250).

## Biografi
Gerhard I, greve av Holstein-Stormarn-Wagrien-Schauenburg, efterträdde sin 1239 abdikerade fader jämte brodern Johan I av Holstein. Till en början stod Gerhard under förmyndarskap av sin svåger, hertig Abel av Sønderjylland. Gerhard bistod denne 1247-1248 i kampen mot Erik Plogpenning och vann därvid Rendsburg 1250.
1255 slöt Gerhard ett handelsavtal med Lübeck.
1260 understödde Gerhard systersonen hertig Erik I av Schleswig mot kung Erik Klipping, och 1261 deltog han i slaget på Loheden (tyska Lohheide) där kungen tillfångatogs och 1261-1264 satt fängslad i Holstein. Gerhards stöd till systersonen säkrade honom området Eckernförde.
Under många år rasade brödrastrider mellan Gerhard och brodern Johan I av Holstein. 1261 delade de upp landet mellan sig, varvid Gerhard erhöll delen Itzehoe med Stormarn, Plön och Schauenburg. Då Johan avled 1263 blev Gerhard regent även i dennes andel Kiel och Segeberg.
Gerhard förde även strider mot ärkebiskoparna av Bremen och mot Lübeck. Som svärfar till kung Magnus Ladulås av Sverige blev Gerhard tillfångatagen i Skara 1278 under Folkungaupproret och fördes till rebellfästet Ymseborg. Magnus Ladulås slog strax ned denna revolt, och rebellerna avrättades 1280.

## Äktenskap och barn
Gerhard I gifte sig första gången omkring 1250 med Elisabet av Mecklenburg (död före 6 februari 1280), dotter till furst Johan I av Mecklenburg. Paret fick följande barn:
1. Luitgard av Holstein (död 1289), gift 1. med hertig Johan I av Braunschweig-Lüneburg (död 1277), gift 2. med furst Albrekt I av Anhalt-Zerbst (död 1316/1317)
2. Gerhard II av Holstein (död 1312), greve av Holstein
3. Helvig av Holstein (död 1324/1326), gift med kung Magnus Ladulås av Sverige (död 1290)
4. Adolf VI av Holstein (död 1315), greve av Holstein
5. Henrik I av Holstein (död 1304), greve av Holstein
6. Elisabeth av Holstein (död 1274/1284), gift med greve Burchard I av Wölpe (död 1289/1290)

Gerhard I blev barnlös i sitt andra gifte 1282 med Alessina av Montferrat (död 1285), änka efter hertig Albrecht den store av Braunschweig (1236-1279).

### Kommentar
I Nordisk Familjebok (1908, se litteraturförteckningen nedan) betecknas greve Gerhard I av Holstein såsom stående under förmyndarskap av sin fasters man, hertig Abel av Sönderjylland. Denne Abel, som 1250 blev dansk kung, var i själva verket Gerhards svåger, i det att han 1237 äktat Gerhards syster Mechthild.